# San Diego Comic-Con International
San Diego Comic-Con International — ежегодный некоммерческий многожанровый фестиваль индустрии развлечений и комиксов, проводящийся в Сан-Диего, США, с 1970 года. Фестиваль был основан Шелом Дорфом, Ричардом Альфом, Кеном Крюгером и Майком Тоури. Официально фестиваль называется Comic-Con International: San Diego, но также он имеет и неофициальные названия: Comic-Con, San Diego Comic-Con и «SDCC». Позже фестиваль был переименован в «Конвенция комиксов Сан-Диего».
Изначально задумывавшийся как выставка комиксов и связанного с ними популярного искусства Comic-Con стал крупнейшим фестивалем подобного рода, проходящим в США, и третьим в мире после Комикета в Японии и Международного фестиваля комиксов в Ангулеме во Франции.

## История и организация
На сегодня Comic-Сon — это четырёхдневный фестиваль, проходящие, с июля 2003 года, летом с четверга по воскресенье, в Конференц-центр Сан-Диего в Сан-Диего.
В среду вечером перед официальным открытием, проходит «Preview Night» — предварительный показ для специалистов, участников выставки и некоторых посетителей, которые заплатили за все четыре дня, чтобы дать посетителям возможность пройтись по выставочному залу и посмотреть, что будет доступно во время мероприятия.
Организаторы «Comic-Con International» проводят фестиваль WonderCon в городе Анахайм и SAM: Storytelling Across Media конференция состоялась в 2016 году в Сан-Франциско и начиная с 2018 года ежегодно в музее Comic-Con в Сан-Диего. На фестивале зародилась другая награда — Премия Айснера, вручаемая с 1988 года.
Первоначально демонстрировались комиксы и научно-фантастические/фантастические фильмы, телевизионные и аналогичные популярные виды искусства, с тех пор конвенция включала более широкий спектр элементов поп-культуры и развлечений практически во всех жанрах, включая ужасы, Западная анимация, аниме, манга, игрушки, коллекционные карточные игры, компьютерные игры, веб-комиксы и фэнтези-романы. C 2010 года и каждый последующий год, в San Diego Convention Center собиралось около 130 тысяч человек. Это мероприятие привлекает огромное количество людей, а также, согласно Книге рекордов Гиннесса, является крупнейшим в мире ежегодным фестивалем комиксов и поп-культуры.
С 1974 года организаторы вручают свою ежегодную награду Inkpot Award гостям и лицам, представляющие интерес в индустрии популярных искусств, а также членам совета директоров Comic-Con и комитета Конвенции. Это также дом.
В апреле 2020 года организаторы «Comic-Con International» приняли решение отменить мероприятие в Сан-Диего впервые за 50-летнюю историю из-за пандемии COVID-19. Мероприятие планировали перенести на июль 2021 года, но в 2021 году «Comic-Con International» из-за ковида также не проводился.